# Hippolyta

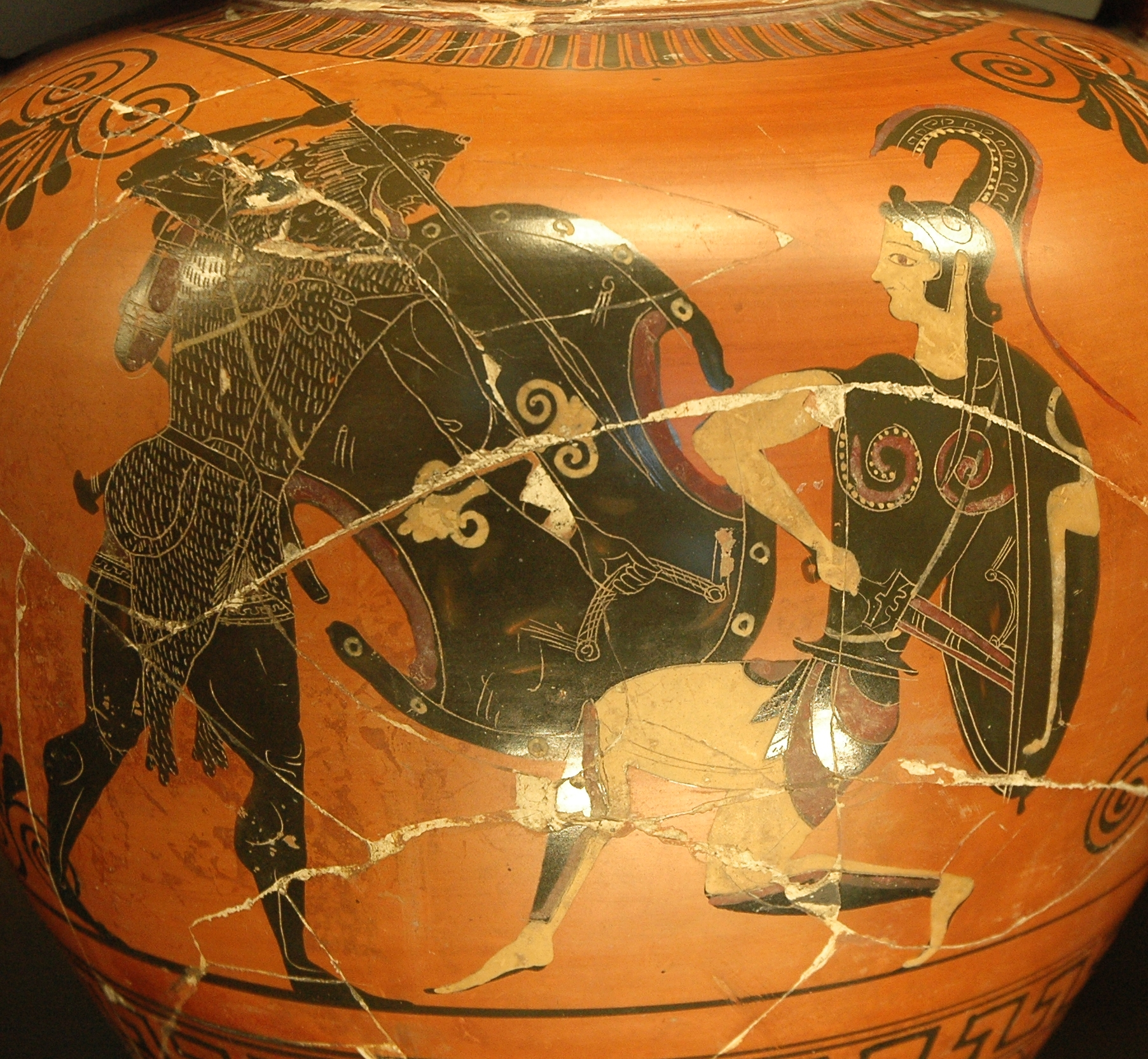
Héraklés bojuje s Amazonkami

Hippolyta (řecky Ἱππολύτη, latinsky Hippolyte) byla v řecké mytologii dcerou boha války Area a jeho milenky Otréry. Byla královnou Amazonek.
Její otec jí daroval nádherný pás, který nosila jako odznak své královské moci. Po jejím pásu zatoužila dcera mykénského krále Eurysthea. Bylo to v čase, kdy byl u něj ve službě hrdina Héraklés a tomu král uložil, aby pás přinesl.
Když dorazil k Amazonkám a Hippolyta se dozvěděla, proč přišel, sama mu svůj pás nabídla na znamení úcty. Do toho se vložila žárlivá manželka nejvyššího boha Dia Héra. Rozšířila zvěsti, že Hérakles přišel Hippolytu zajmout a odvést ji do otroctví. Amazonky zaútočily, avšak po statečném boji podlehly síle Héraklových ozbrojenců. Hippolyta za svůj pás vykoupila svobodu zajaté bojovnici Melanippě. Další zajatkyní byla vůdkyně Antiopa, tu přiřkl Héraklés příteli Théseovi, který si ji odvedl do Athén a prý se s ní i oženil. (Jiná verze však praví, že Melanippé a Antiopa jsou jedna a táž osoba a že manželkou Théseovou se nikdy oficiálně nestala.)
Když poté Amazonky přitáhly k Athénám, aby Antiopu osvobodily, bojovala Antiopa po boku Thésea, do něhož se zamilovala, a v boji padla. Královna Hippolyta se po neúspěšné výpravě vzdala své moci, uprchla a prý se utrápila žalem.
Jiná Hippolyta byla manželkou krále Akasta z Iólku. Pokusila se svést fthíjského krále Pélea a když to nemělo úspěch, obvinila ho ze svůdcovství a žádala manžela, aby ho potrestal smrtí. Péleus však Akastově pomstě unikl a naopak později jeho i Hippolytu zabil.